# 히달고 (영화)
《히달고》(영어: Hidalgo)는 2004년 개봉한 미국의 영화이다.

## 줄거리
1890년, 프랭크 홉킨스와 그의 야생마 히달고는 버팔로 빌의 와일드 웨스트 쇼에서 '세계 최고의 지구력 기수와 말'로 이름을 날린다. 정부의 명령으로 벌어진 운디드니 학살에 대한 죄책감에 시달리던 홉킨스는, 쇼에 함께 출연하는 라코타 수족 추장의 간청을 듣고 정부가 몰살시키려는 야생마들을 구하고 싶어한다.
그때, 부유한 셰이크 리야드는 그의 수행원 아지즈와 함께 홉킨스와 히달고에게 '불의 바다'라는 3천 마일 사막 경주에 참가하라는 제안을 한다. 이 경주는 아라비아 순종 말과 베두인 기수만이 참가할 수 있었지만, 셰이크는 와일드 웨스트를 동경하여 홉킨스에게 예외를 허락한다. 홉킨스의 동료들은 참가비를 모아주고, 홉킨스는 부정한 영국 말 사육사 레이디 앤 데이븐포트와 만나게 된다. 경주에는 셰이크의 딸 자지라가 우승자의 다섯 번째 아내가 되는 조건이 걸려있었다.
경주가 시작되고, 홉킨스와 히달고는 험난한 환경과 '불신자'와 '잡종 말'에 대한 경멸에 맞서 싸운다. 자지라는 홉킨스에게 사막에서 살아남는 방법을 알려주고, 둘은 서로에게 끌린다. 하지만 함께 있는 모습이 발각되어 홉킨스는 거세될 위기에 처한다. 그때, 셰이크의 조카 카팁이 나타나 셰이크의 말 혈통을 빼앗으려 하고, 자지라를 납치해 셰이크의 말을 몸값으로 요구한다.
홉킨스는 자지라를 구출하고, 돌아오는 길에 자신의 어머니가 라코타 수족이었음을 밝히며 운디드니 학살에 대한 죄책감을 드러낸다. 자지라는 그의 과거와 자신의 정체성을 숨기지 않으려는 열망을 비교하며 그를 격려한다. 데이븐포트는 홉킨스에게 경기를 포기하라고 뇌물을 주지만, 그는 거절한다. 사실 데이븐포트는 카팁과 한패였고, 히달고를 죽이고 셰이크의 말을 빼앗아 자신의 말이 우승하게 만들 계획이었다.
메뚜기 떼의 습격 속에서 홉킨스는 자지라의 조언을 떠올려 메뚜기를 먹으며 버틴다. 그는 경주 중 위험에 처한 동료 기수 사크르를 구하고, 카팁에게 매복 당해 히달고가 크게 다치지만 사크르의 도움으로 살아남는다. 격투 끝에 홉킨스는 카팁을 처치하지만, 히달고는 쓰러진다. 홉킨스는 히달고를 안락사시키려 하지만, 라코타 부족의 환영을 보고 기도하며 다시 일어선다.
결국 홉킨스는 맨몸으로 히달고를 타고 마지막 스퍼트를 내어 데이븐포트와 셰이크의 아들을 제치고 우승한다. 그는 셰이크와 우정을 나누고, 베일을 벗은 자지라와 작별한다. 미국으로 돌아온 홉킨스는 상금으로 야생마들을 사들여 자연으로 돌려보내고, 히달고도 그들과 함께 자유를 찾는다. 홉킨스는 이후 400번의 장거리 경주에서 우승하고 야생마 보호 운동을 펼쳤으며, 히달고의 후손들은 오클라호마 야생에서 자유롭게 살아가고 있다.

## 출연

### 주연
- 비고 모텐슨 - 프랭크 홉킨스
- 줄레이카 로빈슨 - 자지라

### 조연
- 오마 샤리프 - 리야드 촌장
- 루이스 롬바드 - 앤
- 아담 알렉시 말리 - 아지즈
- 세이드 타그마오우이 - 빈 알 리 왕자
- 실라스 카슨 - 카티브

## 기타
- 공동제작: 패트리샤 카
- 미술: 베리 로빈슨
- 의상: 제프리 커랜드
- 배역: 낸시 포이

## 한국어 더빙 성우진(MBC)
- 최원형 - 프랭크 홉킨스(비고 모텐슨)
- 이종혁 - 리야드 촌장(오마 샤리프)
- 황일청 - 데븐포트(말콤 맥도웰)
- 황윤걸 - 버팔로 빌 코디(J.K. 시몬스)
- 변종필 - 샤칼(아도니 마로피스)
- 이철용 - 아지즈(아담 알렉시 말리) / 술집 남자(C. 토마스 하월)
- 방성준 - 유세프(하쉬 나야르)
- 박소라 - 자지라(줄레이카 로빈슨)
- 이상범 - 카티브(실라스 카슨)
- 최수진 - 앤(루이즈 롬바드)
- 정재헌 - 빈 알 리 왕자(세이드 타그마오우이) / 라스머센 (빅터 탤매지)
- 김두희 - 대위(토드 킴지)
- 류승곤 - 이등병(크리스 오언)
- 양준건 - 장교(존 프로스키)
- 유상우 - 애니(엘리자베스 베리지)